# Сура Аль-Кафірун
Сура Аль-Кафірун (араб. سورة الكافرون‎) або Невірні — сто дев'ята сура Корану. Мекканська, містить 6 аятів.

1. Скажи: «О ви, невіруючі!
2. Я не поклоняюся тому, чому поклоняєтеся ви,
3. а ви не поклоняєтесь тому, чому я поклоняюся!
4. Я не поклоняюся так, як поклоняєтеся ви,
5. а ви не будете поклонятися так, як буду поклонятись я,
6. вам — ваша віра, а мені — моя!»